# Малыгин, Ардалион Николаевич
Ардалио́н Никола́евич Малы́гин (1913—1999) — партийный и государственный деятель, сотрудник советских органов государственной безопасности, генерал-лейтенант, почетный гражданин города-героя Тулы.

## Биография
Ардалион Николаевич Малыгин родился 1 (14) августа 1913 года в Туле в семье оружейников. Его отец Николай Никитович полвека проработал мастером на Тульском патронном заводе. Мама Надежда Васильевна тоже родом из Тулы. По окончании семилетней школы в 1930 г. пошел учиться в ФЗУ Тульского патронного завода. Некоторое время работал на заводе рабочим по ремонту станков и оборудования. Затем был избран секретарем комсомольской ячейки инструментального отдела, заместителем секретаря, а потом секретарем комитета комсомола завода. В 1935-37 гг. проходил действительную службу в Красной Армии в корпусе Червонного казачества на Украине.
После возвращения в Тулу был направлен на работу в ОСОАВИАХИМ комиссаром авиации аэроклубов области. В 1938 г. избран секретарем городского комитета комсомола, в 1940 г. — вторым, а в апреле 1941 г. первым секретарем Центрального райкома ВКП(б) г. Тулы.
В период героической обороны Тулы от немецко-фашистских захватчиков осенью — зимой 1941 г. внес значительный вклад в дело организации отпора врагу, работая под руководством Тульского городского комитета обороны.
В 1943 г. он был избран секретарем Тульского горкома ВКП(б), а в 1944 г., в связи с образованием самостоятельной Калужской области, — секретарем Калужского обкома партии.
В 1947-50 гг. учился в Высшей партийной школе при ЦК ВКП(б), затем работал ответственным контролером Комиссии партийного комитета при ЦК партии.
В органах госбезопасности: с декабря 1951 г. Службу начал в центральном аппарате военной контрразведки.
Занимал должности:
- Заместитель начальника 3-го Главного управления МГБ СССР по кадрам (29 декабря 1951 — 30 марта 1953 г.);
- Начальник отдела кадров 3-го Управления МВД СССР (30 марта 1953 — 26 марта 1954 г.);
- Начальник отдела кадров 3-го Главного управления КГБ при СМ СССР (1954—1958 г.);
- Начальник 7-го отдела 3-го Главного управления КГБ при СМ СССР (июнь 1958 — февраль 1960 г.);
- Начальник 5-го отдела 3-го Управления КГБ при СМ СССР (февраль 1960 — июнь 1961 г.);
- Заведующий сектором органов госбезопасности отдела административных органов ЦК КПСС (26 июня 1961 — 8 июня 1967);
- Заместитель председателя КГБ при СМ СССР (8 июня 1967 — 2 февраля 1979 г.). Курировал Управление кадров, 7-е Управление (наружное наблюдение), ХОЗУ и Финансово-плановые органы.

В связи с 30-летием Победы советского народа в Великой Отечественной войне 1941—1945 гг. и за выдающиеся заслуги в организации обороны города А. Н. Малыгину в 1975 году было присвоено звание почетного гражданина города-героя Тулы.
В феврале 1979 г. был выведен в действующий резерв КГБ СССР, работал начальником 1-го Управления (безопасности и режима) Министерства электронной промышленности СССР. В марте 1988 г. уволен в отставку.
Умер А. Н. Малыгин в Москве 17 октября 1999 года и похоронен на Троекуровском кладбище.

## Звания
Генерал-майор (27 октября 1967 г.)
Генерал-лейтенант (23 мая 1974 г.)

## Награды
Был награждён орденами:
- Октябрьской Революции
- Красного Знамени
- Красной Звезды
- «Знак Почёта»

рядом медалей и иностранных наград.